# Szkoła Podchorążych „Zarzewia”
Szkoła Podchorążych Młodzieży Niepodległościowej „Zarzewie” - szkoła kształcąca członków Organizacji Młodzieży Niepodległościowej „Zarzewie” w zakresie szkoły podchorążych i szkoły podoficerów oraz wyszkolenia podstawowwego żołnierza.
W wyniku idei i stawianych sobie zadań walki o niepodległość organizacja Zarzewie zorganizowała w 1909 we Lwowie Szkołę Podchorążych. Dowódcą szkoły był Mieczysław Norwid-Neugebauer, a kadrę stanowili: Henryk Bagiński, Marian Januszajtis-Żegota, B. Burzyński i K. Kreiter. Szkoła kształciła słuchaczy na trzech stopniach nauczania: niższym - szeregowców, średnim - podoficerów i wyższym - podchorążych. 